# Гареева, Фая Сахиповна
Фая Сахиповна Гареева (башк. Гәрәева Фая Сәхип ҡыҙы; 31 августа 1931 год, Староянтузово, Дюртюлинский район , Башкирская АССР — 10 сентября 2001 год, Уфа) — советская, российская танцовщица, хореограф. Солистка Башкирского государственного ансамбля народного танца. Заслуженный работник культуры РСФСР(1981). Заслуженный работник культуры Башкирской АССР (1977). Лауреат Всемирного фестиваля молодёжи и студентов в Вене (1959).

## Биография
Гареева Фая Сахиповна родилась 31 августа 1931 года Староянтузово Дюртюлинского района Башкирской АССР. С детства Фая отличалась музыкальностью и способностями к танцам. Уже в младших классах принимала участие в концертах в школе и в сельском клубе.
В конце 1940-х годов училась в ремесленном училище в городе Уфе, активно занималась в художественной самодеятельности трудовых резервов, участвовала в республиканских и зональных смотрах. В 1950 году Фая Гареева стала участницей Всесоюзного смотра в Москве, танцевала на заключительном концерте, где присутствовали И. В. Сталин и В. М. Молотов, другие руководители государства.
В феврале 1951 года Фаю Гарееву пригласил на просмотр в Башкирский государственный ансамбль народного танца солист ансамбля Талгат Урманов. В 1951—1971 годах Фая Сахиповна была солисткой Башкирского государственного ансамбля народного танца.
Артистичная, темпераментная Фая Гареева танцевала в коллективных и сольных танцах. Безусловно, большую роль в становлении Ф. С. Гареевой как танцора, сыграл руководитель ансамбля — ученик Игоря Моисеева, выдающийся хореограф Файзи Адгамович Гаскаров.
Вместе с ансамблем Ф. С. Гареева побывала во многих странах Европы (Италии, Чехии, Болгарии и др.) и Азии (Бирме, Индии, Вьетнаме и др.).
В ансамбле она встретила и будущего своего мужа- танцора ансамбля Хисбуллу Зубайдуллина.
Окончила Уфимское училище искусств.
После ухода на заслуженный отдых, в 1971−1975 годы Фая Гареева работала руководителем танцевального коллектива Дворца пионеров Уфы.
В 1975−1981 годах являлась руководителем хореографического отделения факультета общественных профессий (ФОП — факультет дополнительного обоазования) Башкирского государственного сельскохозяйственного института, одновременно руководила ансамблем танца БСХИ «Шатлыҡ» («Радость»), который получил звание народного.
В эти годы она поставила танцы «Ҡыр ҡаҙҙары» («Гуси-лебеди»), «Сәскә атҡан яҡ» («Цветущий край»), которые стали визитной карточкой ансамбля. Всего ею были поставлены более тридцати башкирских, русских, татарских и других национальных танцев.
В 1981—1986 годах Фая Сахиповна работала художественным руководителем Башкирского государственного ансамбля танца, внесла большой вклад в сохранение традиций ансамбля Файзи Гаскарова. Фая Гареева восстановила и вернула в репертуар ансамбля несколько танцев, ранее поставленных основателем ансамбля Ф.Гаскаровым, а также успела создать и новые номера. В 1985 году поставленная ею танцевальная поэма «Гуси-лебеди» стала лауреатом конкурса в честь 40-летия Победы в Москве за лучшее хореографическое решение темы войны.
За большие заслуги в области культуры Фае Гареевой были присвоены почётные звания заслуженного работника культуры Башкирской АССР и заслуженного работника культуры РСФСР. Она награждалась Почётной грамотой Президиума Верховного Совета БАССР. Являлась лауреатом Всемирного фестиваля молодёжи и студентов в Вене (1959). Участвовала в Декаде башкирской литературы и искусства в Москве (1955), днях культуры Башкирской АССР в Ульяновске (1968) и Ленинграде (1969).
Фая Гареева скончалась 10 сентября 2001 года, похоронена в Уфе.

## Творчество
Обладала ярким темпераментом, музыкальностью и артистизмом, что придавало её танцам динамизм и выразительность. Исполнительница сольных партий в танцах «Гульназира», «Дуҫлыҡ» («Дружба»), «Жених», «Һыу буйында» («У ручья»), «Шаян ҡыҙҙар» («Проказницы»), «Яҙғы ташҡын» («Весенний поток») и др. Сольные партии в этих танцах в исполнении Фаи Гареевой стали хрестоматийными и вошли в золотой фонд башкирской национальной культуры.
Кадры фильмов о Башкирском государственном ансамбле народного танца сохранили для потомков замечательные танцы «У ручья» (Мухамет Шамсутдинов и Фая Гареева), «Проказницы» (солистка с самоваром на голове — Фая Гареева), которые неизменно вызывают восторг публики. Ловкие, озорные героини Ф.Гареевой являются эталоном для исполнителей нового поколения.
Выступления Фаи Гареевой проходили с неизменным успехом везде и всегда — в Уфе, Москве или за рубежом. Залогом этого были яркая внешность, высочайший артистизм, эмоциональность, редкое умение в трехминутной сценке разыграть целый спектакль, передавая характер молодой озорной девушки, иногда мягкий и податливый, порой гордый и независимый. Самое важное, что искусство Фаи Гареевой было глубоко национальным, она смогла показать характер девушки-башкирки и в то же время подчёркивала интернациональность искусства, когда представители разных народов через универсальный язык танца получали представление о башкирах
(Журналист Владимир Романов).

## Семья
- Муж — Хисбулла (Хизбулла) Гумерович Зубайдуллин, выдающийся танцор, солист ансамбля имени Ф.Гаскарова, в 1970-е годы — руководитель Башкирского государственного ансамбля народного танца.
- Сын — Айдар Хисбуллович Зубайдуллин, солист, балетмейстер, художественный руководитель Башкирского государственного академического ансамбля народного танца имени Ф.Гаскарова (1996—2013).

## Почётные звания и награды
- Заслуженный работник культуры РСФСР(1981)
- Заслуженный работник культуры Башкирской АССР (1977)
- Лауреат Всемирного фестиваля молодёжи и студентов (Вена, 1959)

## Память
- В Дюртюлинском районе Республики Башкортстан проводится фестиваль танца имени Фаи Гареевой (с 2010 года).
- С 2012 года лучшим студентам Башкирского государственного аграрного университета присуждается премия имени Фаи Гареевой[4].